# امرخم آل قريش

تعديل مصدري - تعديل

امرخم آل قريش هي إحدى قرى عزلة جيشان بمديرية جيشان التابعة لمحافظة أبين، بلغ تعداد سكانها 41 نسمة حسب تعداد اليمن لعام 2004.